# Часове упорядкування
Часовим або хронологічним упорядкуванням добутку польових операторів у квантовій теорії поля називають розміщення їх у порядку, коли оператори, що мають більшу часову компоненту стоять попереду операторів з меншою часовою компонентою . Мета-оператор часового упорядкування позначається {\displaystyle {\mathcal {T}}}
{\displaystyle {\mathcal {T}}\left\{A(x)B(y)\right\}:=\theta (\tau _{x}-\tau _{y})A(x)B(y)\pm \theta (\tau _{y}-\tau _{x})B(y)A(x),}
де {\displaystyle \theta } позначає сходинкову функцію Гевісайда, а вибір {\displaystyle \pm } залежить від природи полів: від того чи є вони бозонними чи ферміонними. У разі бозонних полів береться знак +, а у випадку ферміонних знак залежить від числа перестановок, необхідних для того, щоб досягнути упорядкування.
Загалом, для добутку  n польових операторів A1(t1), …, An(tn) хронологічно впорядкований добуток має форму:
{\displaystyle {\mathcal {T}}\{A_{1}(t_{1})A_{2}(t_{2})\cdots A_{n}(t_{n})\}=\sum _{p}\theta (t_{p_{1}}>t_{p_{2}}>\cdots >t_{p_{n}})\varepsilon (p)A_{p_{1}}(t_{p_{1}})A_{p_{2}}(t_{p_{2}})\cdots A_{p_{n}}(t_{p_{n}}),}
де {\displaystyle \varepsilon (p)} дорівнює 1 для бозонів і залежить від числа перестановок для ферміонів.

## Виноски
1. ↑  О.Л. Ребенко (2007). Основи сучасної теорії взаємодіючих квантованих полів. Київ: Наукова думка. ISBN 978-966-00-0665-2.